# Sulfur de dimetil
El sulfur de dimetil, DMS, és un compost químic de fórmula química C₂H₆S o bé (CH₃)₂S, format per un sulfur amb dos grups metil. És la forma de sofre volàtil més abundant a la mar i el responsable que la mar, i indirectament el marisc, facin "olor de mar", que en realitat és l'olor de sulfur de dimetil. Té l'aspecte d'un líquid transparent de color grogós, molt dens i pràcticament insoluble en aigua. És molt inflamable i se'l considera perillós.
Oxida i inflama amb facilitat, alliberant gasos tòxics i molt corrosius. La manipulació requereix guants de seguretat i protecció dels ulls, ja que és molt volàtil. La toxicitat no ha estat gaire estudiada però se sap que en concentracions elevades a l'aire pot causar la pèrdua del coneixement i fins i tot la mort. L'alta densitat fa que tendeixi sempre a situar-se arran de terra.
És una de les poques substàncies que a la mar s'emeten a l'aire. Com en qualsevol lloc on l'aigua està en contacte amb l'aire, un petit nombre de molècules d'aigua líquida esdevenen vapor i es mesclen amb aire, així com d'altres, molt a prop de la superfície, que ho fan a l'inrevés, en una relació d'equilibri. Però perquè l'aigua evaporada formi núvols i condensi per a originar la pluja, cal que les molècules d'aigua "s'enganxin" a una partícula sòlida, i el sulfur de dimetil n'és una, en l'aire sobre mars i oceans. També, com totes les partícules sòlides en suspensió, reflecteix una part de la radiació solar.
Els sulfurs i les partícules sòlides en suspensió en l'aire, que a terra ferma solen ser pols, fums de la combustió d'hidrocarburs o d'altres coses, etc. es consideren contaminants atmosfèrics si són produïts per l'activitat humana. El sulfur de dimetil no és un contaminant en una mar sana, però sí que ho és si n'hi ha un excés, per exemple, si hi ha un excés d'algues. En concret, existeix una mena d'algues unicel·lulars del fitoplàncton que sintetitzen una substància, el propionat de dimetilsulfoni, que interacciona amb algues i bacteris alliberant el sulfur de dimetil gasós. Aquestes molècules de gas es van obrint pas fins a arribar a l'atmosfera, on s'oxiden formant micropartícules sòlides.